# Ім Да Вон
Ім Да Вон (кор. 임 대원; нар. 16 серпня 1976, повіт Імсіль, провінція Північна Чолла) — південнокорейський борець греко-римського стилю, срібний призер чемпіонату світу, дворазовий срібний та бронзовий призер чемпіонатів Азії, володар Кубку Азії, учасник Олімпійських ігор.

## Життєпис
Боротьбою почав займатися з 1991 року. У 1994 році став бронзовим призером чемпіонату світу серед юніорів.
Виступав за спортивний клуб «Samsung Life» із Сеула. Тренер — Ан Хан Бон.

## Спортивні результати на міжнародних змаганнях

### Виступи на Олімпіадах
| Змагання                    | Збірна         | Вагова категорія                 | Місце |
| --------------------------- | -------------- | -------------------------------- | ----- |
| Літні Олімпійські ігри 2004 | Південна Корея | греко-римська боротьба, до 55 кг | 7     |

### Виступи на Чемпіонатах світу
| Змагання                        | Збірна         | Вагова категорія                 | Місце  |
| ------------------------------- | -------------- | -------------------------------- | ------ |
| Чемпіонат світу з боротьби 2003 | Південна Корея | греко-римська боротьба, до 55 кг | Срібло |

### Виступи на Чемпіонатах Азії
| Змагання                       | Збірна         | Вагова категорія                 | Місце  |
| ------------------------------ | -------------- | -------------------------------- | ------ |
| Чемпіонат Азії з боротьби 2003 | Південна Корея | греко-римська боротьба, до 55 кг | Бронза |
| Чемпіонат Азії з боротьби 2004 | Південна Корея | греко-римська боротьба, до 55 кг | Срібло |
| Чемпіонат Азії з боротьби 2005 | Південна Корея | греко-римська боротьба, до 55 кг | Срібло |

### Виступи на інших змаганнях
| Змагання                   | Збірна         | Вагова категорія                 | Місце  |
| -------------------------- | -------------- | -------------------------------- | ------ |
| Кубок Азії з боротьби 2003 | Південна Корея | греко-римська боротьба, до 55 кг | Золото |

### Виступи на змаганнях молодших вікових груп
| Змагання                                      | Збірна         | Вагова категорія                 | Місце  |
| --------------------------------------------- | -------------- | -------------------------------- | ------ |
| Чемпіонат світу з боротьби серед юніорів 1994 | Південна Корея | греко-римська боротьба, до 46 кг | Бронза |